# Longyi

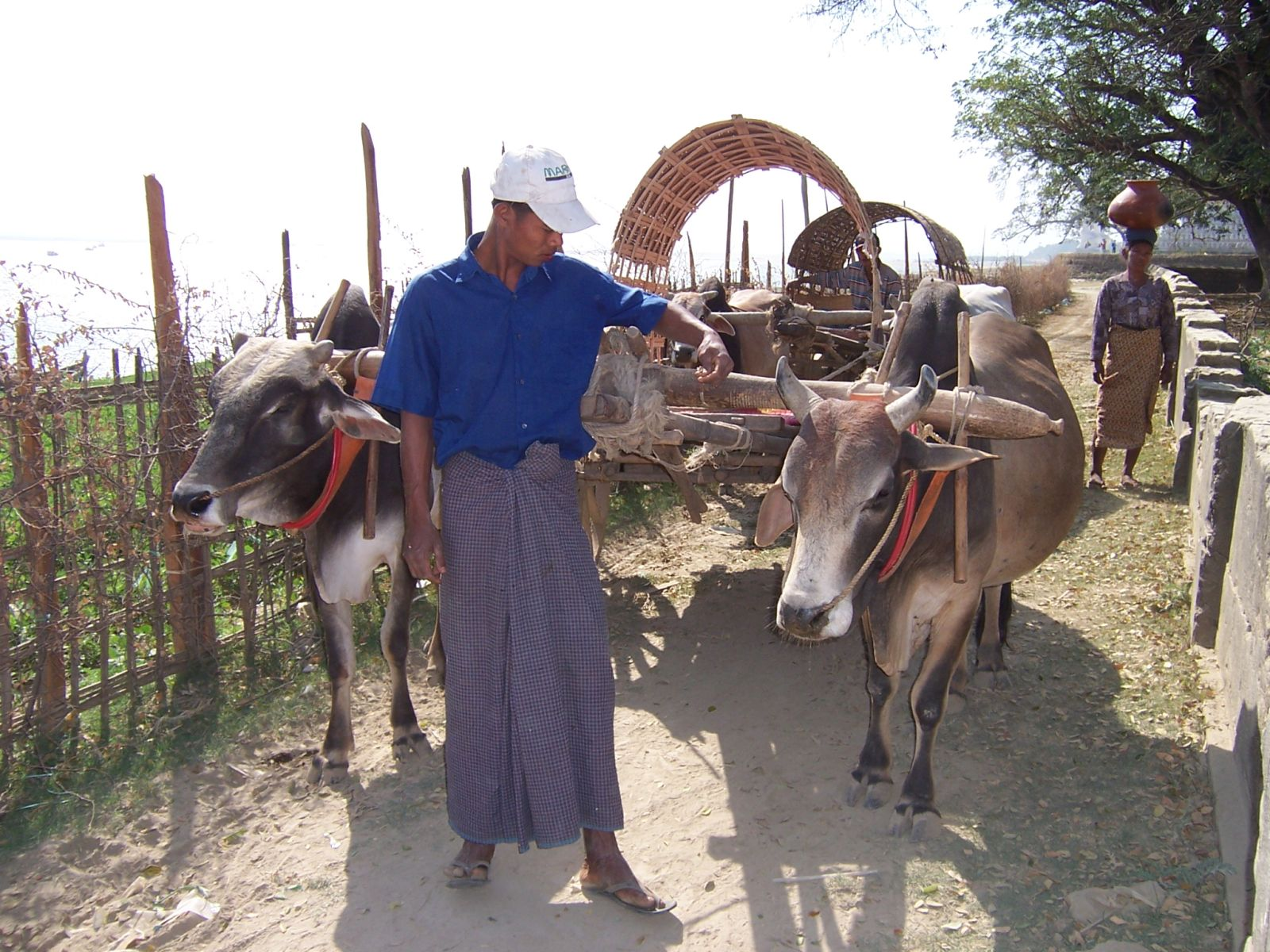
Longyi porté par un paysan birman

Longyi est un terme générique birman désignant différentes pièces vestimentaires birmanes.
En premier lieu, c’est un sarong, noué en triangle autour de la taille. Il fait aussi office de serviette, de ceinture, voire de couvre-chef lors des fortes chaleurs. Il est généralement en tissu à carreaux, comme certains vêtements ethniques birmans, thaïs ou tibétains.
Dans la boxe birmane, longyi désigne également le carré de tissu plié en deux et noué autour de la taille. En compétition, les boxeurs portent un longyi de la couleur de leur coin, c’est-à-dire rouge ou bleu. En Occident le longyi se porte sur le short. Il est de la couleur du grade du pratiquant, comme la ceinture d'art martial portée sur le bandogyi (jaune, orange, vert, bleu, marron ou noir).